# Empis heliciphora
Empis heliciphora är en tvåvingeart som beskrevs av Collin 1937. Empis heliciphora ingår i släktet Empis och familjen dansflugor. Inga underarter finns listade i Catalogue of Life.